# Portugal
För andra betydelser, se Portugal (olika betydelser).
Portugal (portugisiska: Portugal), formellt Republiken Portugal (portugisiska: República Portuguesa), är en republik på Iberiska halvön i sydvästra Europa. Portugal gränsar till Spanien i norr och öster och har kust mot Atlanten i väster och söder. Till Portugal hör också ögruppen Azorerna, som ligger i Atlanten väster om Portugals fastland samt ön Madeira som också ligger i Atlanten, men sydsydväst om Portugal. Portugals huvudstad är Lissabon.
Under 1400- och 1500-talen var Portugal ett av världens ekonomiska, politiska och kulturella centra, med kolonier i Sydamerika, Afrika och Asien. Från Portugal kom flera kända upptäcktsresande, såsom Bartolomeu Dias, Vasco da Gama, Pedro Álvares Cabral och Magellan. Till följd av krig med Spanien på 1600-talet och med både Spanien och Frankrike på 1800-talet tappade Portugal efter hand kolonier och inflytande. Efter inrikespolitiska konflikter och kolonialkrig på 1900-talet fick de sista kolonierna självstyre på 1970-talet, utom Macau, som återlämnades till Kina år 1999. Till följd av Portugals tidigare omfattande kolonier är portugisiska det sjätte största språket i världen. Endast en mindre andel av de portugisisktalande, ca 5 %, bor i Portugal.
Portugals nuvarande gränser har varit i stort sett stabila sedan mitten av 1200-talet, men landet har sedan dess ingått i union med Spanien (1580 – 1640) och även varit invaderat av Napoleon Bonapartes trupper i början av 1800-talet, vilket ledde till att det portugisiska imperiets huvudstad fick flyttas till Brasilien under 1808 – 1821. Portugal deltog i första världskriget på de allierades sida, men förhöll sig neutralt under andra världskriget. Landet blev efter en militärkupp 1926 en auktoritär militärdiktatur fram till 1974, då en oblodig revolution (Nejlikerevolutionen) ledde fram till den nuvarande demokratiska styrelseformen.
Det portugisiska språket och språkkulturen skiljer sig mycket från den spanska kulturen då språken inte har samma ordförråd, grammatik eller uttal. De må vara besläktade men 1896 beslutade portugisiska akademien att språken skulle hållas så avskilt ifrån varandra som  möjligt.
Portugal är medlem i Europeiska unionen sedan 1986, och är en av de nationer som 1949 grundade militäralliansen Nato.

## Historia

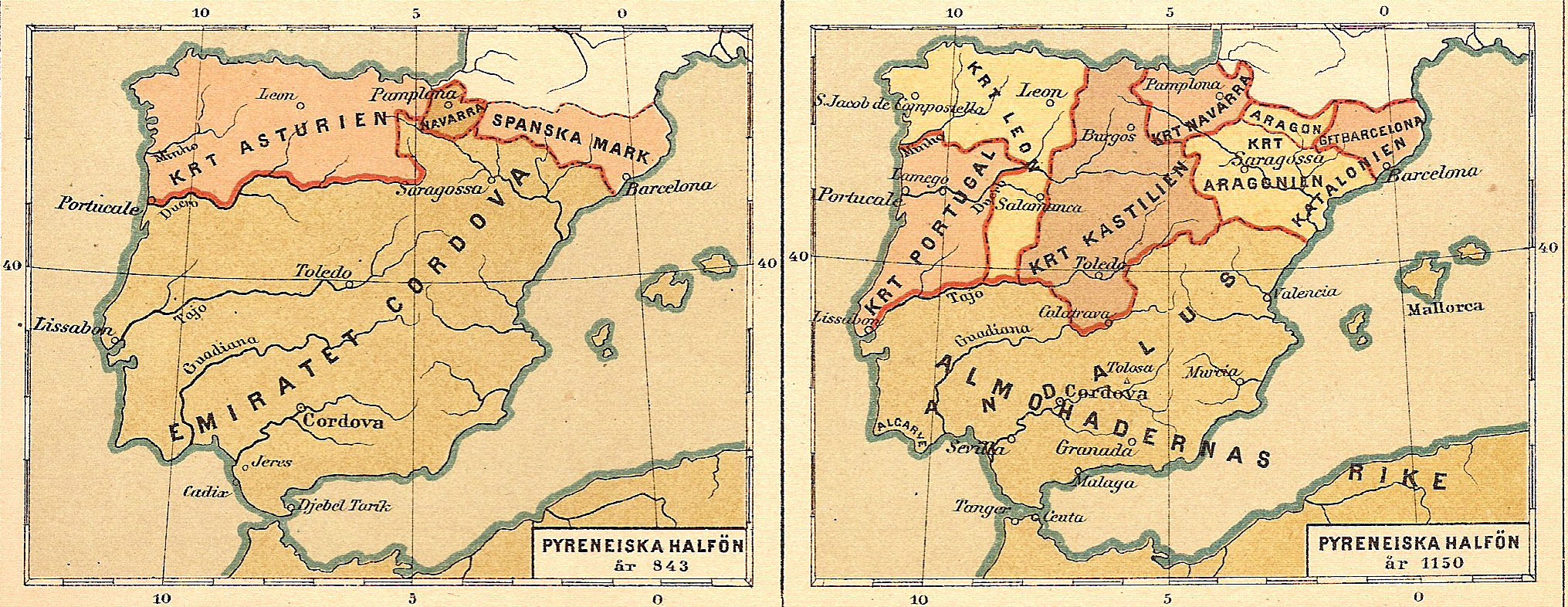
Historisk karta över Iberiska halvön 843 e.Kr. och 1150 e.Kr. med kungariket Portugal

Portugisiskt mynt från 1500-talet.

I forntiden beboddes iberiska halvön av ibererna och kelterna. Hela halvön erövrades av Karthago, som förlorade den till romarna. Efter det Västromerska rikets fall under folkvandringstiden kom germanska stammar dit, däribland visigoterna. Under 700-talet erövrades halvön av araber, men dessa förlorade snart inflytande över halvöns norra delar. I dessa delar uppkom kristna småriken. Under Alfons I kunde flera av de västra provinserna erövras under 1100-talet. Under Alfons III fick Portugal den utsträckning landet har idag.
Sjöfarten har alltid spelat stor roll för Portugals ekonomi, och under 1400-talet inleddes upptäcktsfärderna. Portugisiska skeppare vågade sig allt längre söderut längs Afrikas västkust tills Bartolomeu Diaz rundade Godahoppsudden 1488. Portugal kunde kolonisera bl a Brasilien i Sydamerika, Angola och Moçambique i Afrika, territorier runt Indiska oceanen samt Macao i Kina.
Det var sjöfararnationen Portugal, som påbörjade handeln med svarta afrikaner efter att ha stött på negros (port. för svarta) i sina utforskningar och plundringståg i Afrika.  Det var Spanien som först hade behov av att föra slavar från Afrika till de nyupptäckta öarna (Karibien). Portugals del i detta var att slavarna i stor utsträckning fördes till Västindien med portugisiska skepp. Afrikanerna skeppades inte direkt från Afrika till Amerika, utan togs först till Lissabon och auktionerades ut där. Casa dos Escravos i Lissabon (regeringens slavhandelsbyrå) sålde fler än 1 200 negros mellan 1511 och 1513. Portugals tidiga inblandning berodde på Tordesillasfördraget 1494, som kom till för att förhindra en väpnad konflikt mellan dåtidens mäktigaste katolska länder. Fördraget innebar att portugiserna behärskade Västafrika, där de blivande slavarna infångades, och över det landområde i Sydamerika, som skulle komma att bli Brasilien.  Till det fram till 1825 portugisiska Brasilien fördes uppskattningsvis 35 % av alla förslavade afrikaner som såldes i Amerika. Mer än 3 miljoner afrikaner skickades till Brasilien för att arbeta främst på sockerrörsodlingar från 1500-talet till 1800-talet. Portugal förbjöd slavhandel över Atlanten 1761. I Brasilien frigavs slavarna först 1888.
Andra halvan av 1500-talet blev dock en nedgångstid för Portugal med epidemier och befolkningsminskning. 1580 hamnade landet i personalunion med Spanien under kung Filip II. Spanjorerna misskötte Portugal, och ett uppror utbröt 1640 som återgav landet självständighet. Ekonomin sköttes illa, och under 1700-talet var landet nära knutet till England. Under detta och följande århundrade var landet politiskt oroligt.
Slutet av 1800-talet var en kamp mellan reformvilliga och konservativa grupper. En republikansk opinion växte fram, och vid ett attentat 1908 dödades kungen och kronprinsen. Republiken utropades 1910, men regeringarna var svaga på grund av den dåliga ekonomin. 1926 gjordes en militärkupp, och Portugal var en diktatur under diktatorerna Salazar och Caetano fram till 1974. Under 1960-talet och 1970-talet förlorade Portugal sina kvarvarande kolonier; Macao var emellertid under portugisisk förvaltning fram till 1999.
Diktaturen störtades i Nejlikerevolutionen 1974, och demokratiska reformer inleddes. Efter 1976 och framåt hade socialisten Mário Soares stor del i den stabila demokratiska utvecklingen. Soares blev Portugals president 1986, och kunde 1986 föra Portugal in i EG. Han förblev president till 1996. Efter att Portugal gick in den europeiska gemenskapen upplevde landet en stabil ekonomisk tillväxt fram till 2000-talet. Landet gick med i eurosamarbetet från starten 1999. Från 1996 till 2006 var socialisten Jorge Sampaio president, sedan gick presidentskapet till Aníbal Cavaco Silva, som tillhörde Partido Social Democrata (PSD). Den globala finanskrisen 2007–2008 slog hårt mot landet, och ledde till en budgetkris och höga statsskulder. Det stora budgetunderskottet gjorde att landet 2011 beviljades ett nödlån av EU och Internationella valutafonden. Efter några år med tuff åtstramningspolitik kunde i mitten av 2010-talet en viss ekonomisk återhämtning ses. Sedan 2016 är Marcelo Rebelo de Sousa (PSD) landets president. I slutet av december 2017 hade Portugal betalat tillbaka 80 % av nödlånet från Internationella valutafonden. I januari 2021  blev Portugals sittande president Marcelo Rebelo de Sousa omvald. Han fick 61,6 procent av rösterna på första omgången.
Sedan 2015 styrs landet  av det socialdemokratiska Socialistpartiet (PS). Regeringen har fortsatt att föra en stram ekonomisk politik, men har också höjt pensionerna och minimilönerna och sänkt skatterna för låginkomsttagare. I valet 2019 stärkte PS sin ställning men lyckades inte nå egen majoritet och kommer därför att fortsätta att vara beroende av stöd från ett eller flera partier.  António Costa har varit Portugals premiärminister sedan den 26 november 2015.

## Geografi

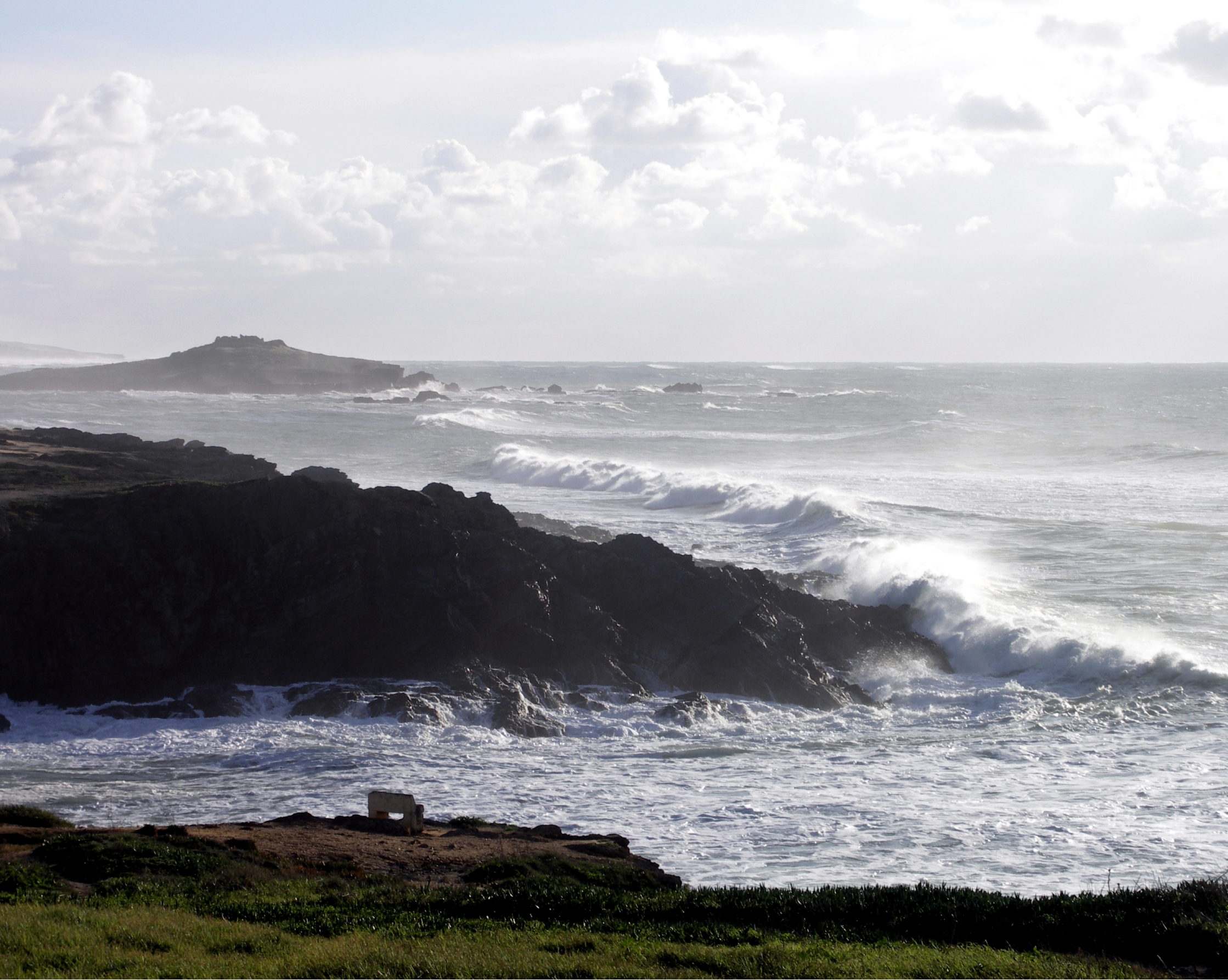
Vinter i Porto Covo i Setúbal.

### Topografi och hydrografi
Kontinentala Portugal delas av sin längsta flod Tejo (1 010 kilometer lång). Norra delen är bergig i inlandet med platåer som skärs av av fyra linjer som tillåter utveckling av relevanta jordbruksområden. Den södra delen mellan Tejo och Algarve består främst av slättland med ett något varmare och torrare klimat än det regnigare i norr. Sydligaste Portugal har ett medelhavsklimat, som är jämförbart med södra Spanien. Andra större floder är Douro, Minho och Guadiana, som precis som Tejo alla har sina källor i Spanien. En annan viktig flod, Mondego, har sin källa i Serra da Estrela, de högsta bergen i Portugal (1 993 meter över havet).
Ögrupperna Azorerna och Madeira ligger i Atlanten. Några av de azoriska öarna har nyligen haft vulkanisk aktivitet. Exempelvis var São Miguel till att börja med två öar, tills de slogs ihop i ett vulkanutbrott 1563. Den senaste vulkanen som fick ett utbrott var Vulcão dos Capelinhos 1957, i västra delen av Faial, vilket förstorade ön. Dom João de Castro är en stor undervattensvulkan som ligger mitt emellan öarna Terceira och São Miguel och stiger upp till 14 meter under havsytan. Dess senaste utbrott var 1720, och då skapade en ö, som låg kvar över vattenytan i flera år. En ny ö kan komma att bildas inom en relativt snar framtid. Portugals högsta punkt är Ponta do Pico på Pico, en uråldrig vulkan, som når en höjd på 2 351 meter.

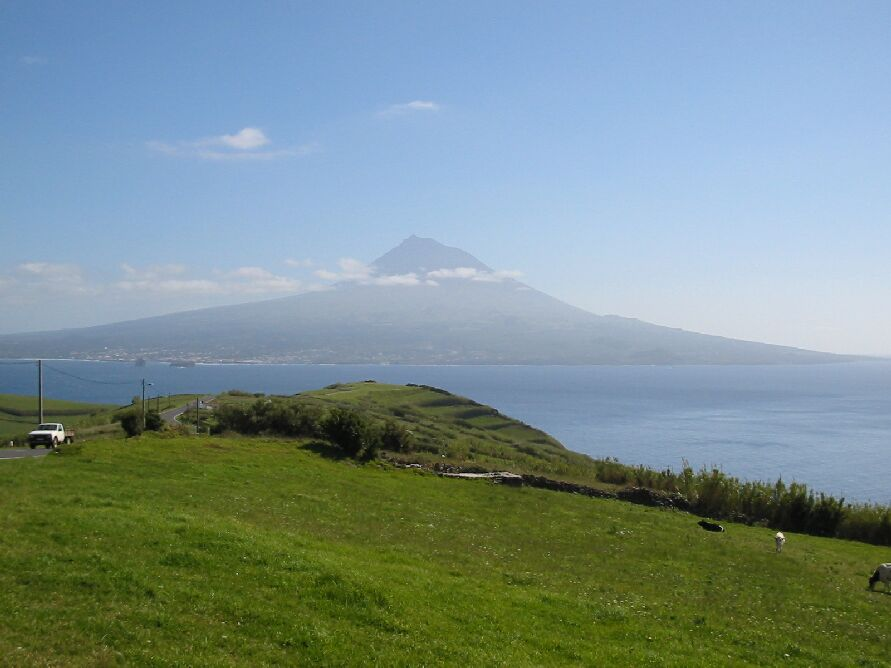
Ponta do Pico från Faial.

Portugal har en lång kustlinje, 943 kilometer i kontinentala Portugal, 667 kilometer i Azorerna, samt 250 kilometer i Madeira . Längs med kusten finns fina stränder, och Algarvestranden är världskänd. På ön Porto Santo finns en sandstrand som lockar många turister. Längs med kusten ligger också noterbara Ria de Aveiro (nära Aveiro), ett delta som är 45 kilometer långt, och som mest 11 kilometer brett. Där finns många fiskar och sjöfåglar. Det finns fyra större kanaler, och mellan dem flera öar och holmar. Här möter fyra floder havet.

### Klimat
Portugal är ett av Europas varmaste länder. I kontinentala Portugal är den årliga medeltemperaturen omkring 15 °C i norr och 18 °C i söder. Under vår och sommar är det ofta soligt. Temperaturerna under juli och augusti ligger mellan 35 °C och 40 °C i inlandet, och 30 °C – 35 °C i norr. Temperaturen kan även uppnå 45 °C i södra delen av landet. Höst och vinter är normalt sett regniga och blåsiga, även om soliga dagar också förekommer. Temperaturen faller inte ofta under 5 °C. Genomsnittet ligger på 10 °C. Längre inåt landet kan temperaturen understiga 0 °C. Snö är vanligt i bergiga områden i norr, speciellt i Serra da Estrela. Portugal har Medelhavsklimat, speciellt i Algarve och Alentejo, även om kusten tekniskt sett är atlantisk.

## Styre och politik

### Författning och styre
Portugal är sedan 1910 en republik. Presidenten är folkvald, men har huvudsakligen ceremoniella uppgifter. Den lagstiftande församlingen heter Portugals republikanska församling och består av en kammare och där ledaren för det största partiet eller koalitionen utses till premiärminister av presidenten.

### Administrativ indelning
Portugal består av en centralstyrd del på Iberiska halvön kallad Portugisiska fastlandet (Portugal Continental) och två självstyrande områden benämnda autonoma regioner (regiões autónomas). Portugisiska fastlandet är indelat i 18 distrikt (distritos). De två autonoma regionerna är uppkallade efter ögrupperna Azorerna (Região Autónoma dos Açores) och Madeira (Região Autónoma da Madeira). Distrikten och de autonoma regionerna är i sin tur indelade i 308 kommuner (municípios), som i sin tur består av 4 257 stadsdelar/kommundelar (freguesias). 

#### Distrikten och autonoma regioner

Portugisiska fastlandets distrikt och infällt de autonoma regionerna Azorerna och Madeira

.
Portugisiska fastlandets distrikt:
- Distrito de Aveiro
- Distrito de Beja
- Distrito de Braga
- Distrito de Bragança
- Distrito de Castelo Branco
- Distrito de Coimbra
- Distrito de Évora
- Distrito de Faro
- Distrito da Guarda
- Distrito de Leiria
- Distrito de Lisboa
- Distrito de Portalegre
- Distrito do Porto
- Distrito de Santarém
- Distrito de Setúbal
- Distrito de Viana do Castelo
- Distrito de Vila Real
- Distrito de Viseu

Autonoma regioner:
- Azorerna
- Madeira

#### Portugals NUTS-indelning
Portugisiska fastlandet, Azorerna och Madeira utgör första ordningens Nomenklatur för statistiska territoriella enheter (NUTS I) en indelning för statistiska ändamål, som används inom Europeiska unionen. Alentejo, Algarve, Mellersta Portugal, Storstadsområdet Lissabon och Norra Portugal är andra ordningens indelningar (NUTS II).
| Nivå   | Regionindelning | Antal |
| ------ | --- | ----- |
| NUTS 1 | Portugisiska fastlandet, Azorerna, Madeira | 3     |
| NUTS 2 | Norra Portugal, Mellersta Portugal, Storstadsområdet Lissabon, Alentejo, Algarve, Azorerna, Madeira | 7     |
| NUTS 3 | Açores, Alentejo Central, Alentejo Litoral, Algarve, Alto Alentejo, Alto Minho, Alto Tâmega, Área Metropolitana do Porto, Ave, Baixo Alentejo, Beira Baixa, Beiras e Serra da Estrela, Cávado, Douro, Lezíria do Tejo, Madeira, Médio Tejo, Oeste, Região de Aveiro, Região de Coimbra, Region Leiria, Storstadsområdet Lissabon, Tâmega e Sousa, Terras de Trás-os-Montes, Viseu Dão-Lafões | 25    |

### Politik
De största politiska partierna är:
- Partido Comunista Português (PCP), kommunistparti
- Centro Democrático e Social - Partido Popular (CDS-PP), kristdemokrater
- Partido Socialista (PS), socialdemokrater
- Partido Social Democrata (PSD), liberaler
- Bloco de Esquerda (BE), mindre vänsterpartier i union
- Partido Ecologista Os Verdes (PEV), miljöparti Portugisisk politik präglas i hög grad av efterdyningarna av den allvarliga ekonomiska kris som landet genomgick från 2008.
- Sedan 2015 styrs landet styrs av det socialdemokratiska Socialistpartiet (PS). Regeringen har fortsatt att föra en stram ekonomisk politik, men har också höjt pensionerna och minimilönerna och sänkt skatterna för låginkomsttagare. I valet 2019 stärkte PS sin ställning men lyckades inte nå egen majoritet och kommer därför att fortsätta att vara beroende av stöd från ett eller flera partier.

### Rättsväsen
Portugals rättssystem är del av "civil law"-familjen (som också kallas den kontinentala rättssystemfamiljen). Fram till slutet av 1800-talet var det franska inflytandet störst. Senare har den tyska rätten haft ett stort inflytande. De viktigaste lagarna är konstitutionen från 1976, civilrätten (från 1966) samt strafflagen (från 1982). Andra viktiga lagar är handelsrätten (från 1888) och processrättslagstiftningen (från 1961).
Portugisisk rätt bildar grunden för rättssystemen i de tidigare kolonierna och territorierna.

### Internationella relationer
Portugal är medlem i Nato och Europeiska unionen (EU).

### Försvar

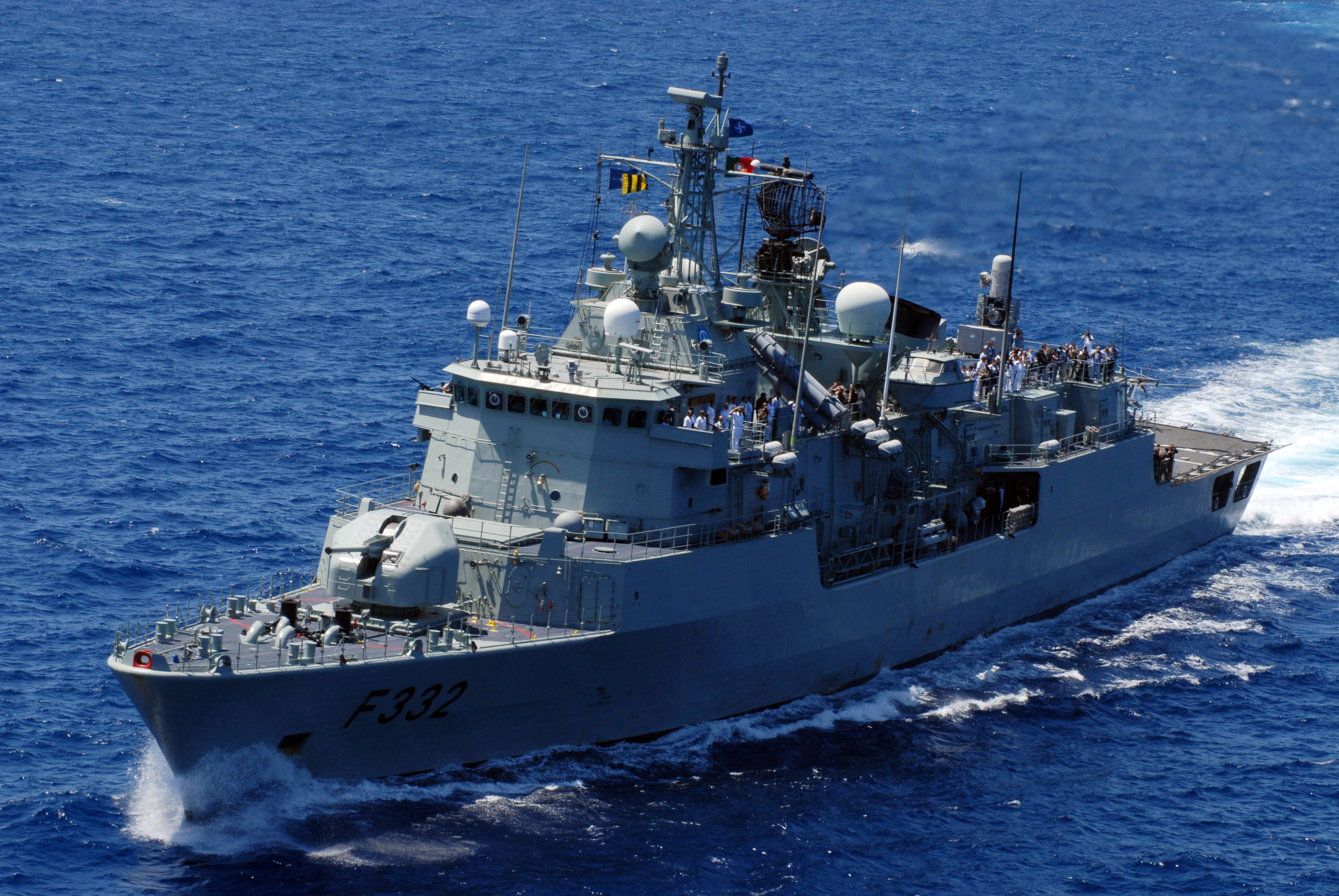
NRP Corte Real (F332), en fregatt av Vasco da Gama-klass.

Portugals väpnade styrkor (portugisiska: Forças Armadas Portuguesas) – består av armén (Exército), marinen (Marinha) och flygvapnet (Força Aérea), samt gendarmeriet. Värnplikten avskaffades 2004, och Portugal har sedan dess en yrkesarmé.
Arméns grundorganisation består av 25 000 soldater och 3 operativa brigader. Arméflyget är utrustat med helikoptrar.
Marinens grundorganisation består av 11 000 sjömän och marininfanterister. Flottan har 3 fregatter, 2 korvetter samt 2 ubåtar. Marininfanteriet har 2 amfibiebataljoner. Marinflyget överfördes 1952 till flygvapnet.
Flygvapnets grundorganisation består av 8 000 flygsoldater. Lockheed Martin F-16 Fighting Falcon är det viktigaste stridsflygplanet.
Gendarmeriet består av 25 000 polissoldater.

## Ekonomi och infrastruktur
Portugal är en marknadsekonomi med en produktion per capita som är 69 % av EU:s genomsnitt. Portugal är det fattigaste landet i Västeuropa. Portugals BNP hade en real tillväxt på 1 % 2004. Den förväntades växa med 1,8 % (enligt IMF) under 2005. Landets ekonomi växer gradvis, även om finansmarknaden har varit fortsatt stark. 
Under andra kvartalet 2005 sjönk arbetslösheten till 7,2 %, fortfarande under EU-standard, men konvergerar ändå emot denna (detta var första gången sen 2001 som landet haft sjunkande arbetslöshet). En ny arbetsmarknadslag, som antogs 2003, ökade flexibiliteten på arbetsmarknaden, även om den inte än visat sig ha en roll i minskande arbetslöshet, främst då för de yngre och de äldre av den arbetande befolkningen. Den nuvarande regeringen har slagit fast en väg mot en öppnare marknad, privatisering och avreglering av ekonomin, och att förenkla det administrativa arbetet hos företagen. Den har också arbetat för investeringar i forskning och informationsteknologi för att förbättra produktivitet och konkurrenskraft.

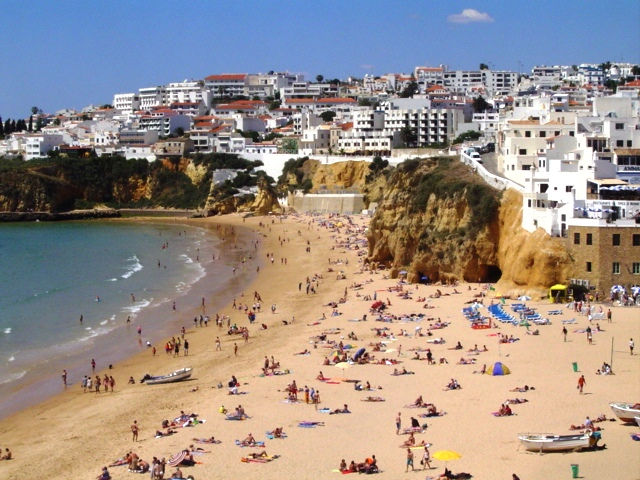
En strand i staden Albufeira.

Industrialiseringen växte starkt på 1950-talet under Salazars regim, vilket ledde till en genomsnittlig tillväxt av BNP:n på 6 % mellan 1959 och 1963, 7 % mellan 1965 och 1967, efter ett fall till 5,2 % 1964. På grund av problem med den internationella marknaden avstannade tillväxten. 1985 började moderniseringen av den portugisiska ekonomin och industrin tack vare intern stabilitet. Portugal gick med i Europeiska ekonomiska gemenskapen 1986. Efterföljande regeringar har genomfört diverse reformer: de har privatiserat statligt ägda företag, och har avreglerat delar av ekonomin, bland annat finanssektorn och telekommunikationssektorn. Portugal utvecklade en växande servicebaserad ekonomi, och det var ett av de elva länder som lade grunden för Eurosamarbetet 1999, ett samarbete med mycket restriktiva kriterier. Landet började använda den nya valutan 1 januari 2002, tillsammans med elva andra EU-medlemmar.

### Näringsliv

#### Jord- och skogsbruk
En stor del av det kontinentala Portugal används för jordbruk, även om denna sektor inte står för större delen av ekonomin. Den södra delen av landet har stora odlingar med spannmål och olivträd och vingårdar. Inhemskt vin och olivolja har stort genomslag hos landets befolkning. Utländska motsvarigheter har därmed svårt att skaffa sig en marknad i landet, trots lägre priser. Portugal har en lång tradition med vinodlingar och portvin. Vinho Verde är de största exportprodukterna inom området. Portugal har också stora fruktodlingar, bland annat apelsiner och päron. Man framställer även bland annat solrosolja, socker (av sockerbetor) samt tobak.
Landet täcks till stor del (34 %) av småskog, bland annat tall, korkek (Portugal producerar hälften av världens kork), stenek och eukalyptus. Det vidsträckta odlandet av eukalyptus för skogsindustrin har varit kontroversiellt, då eukalyptusträden har djupa rötter och gör att grundvattennivån sjunker. Detta har varit en bidragande orsak till den höga andelen anlagda bränder i landet, då bönder sätter eld på odlingarna i förargelse.

#### Råvaror
Viktigare metalltillgångar är bland annat volfram, tenn och uran.

#### Industri
Landets större industrier återfinns inom textil, skotillverkning, läder, möbler, keramik och kork. Moderna industrier har tagit stora steg framåt, bland annat oljeraffinaderier, petrokemi, cementproduktion, bil- och båtindustrier, elektronikindustrier och industrier inom maskintillverkning och pappersframställning. Portugal har ett ambitiöst och välplanerat område av petrokemifabriker i Sines, där Iberiska halvöns största oljeraffinaderi ska byggas. Bilindustrin och andra mekaniska industrier återfinns i Setúbal, Porto, Aveiro, Braga, Santarém och Aza.

#### Turism

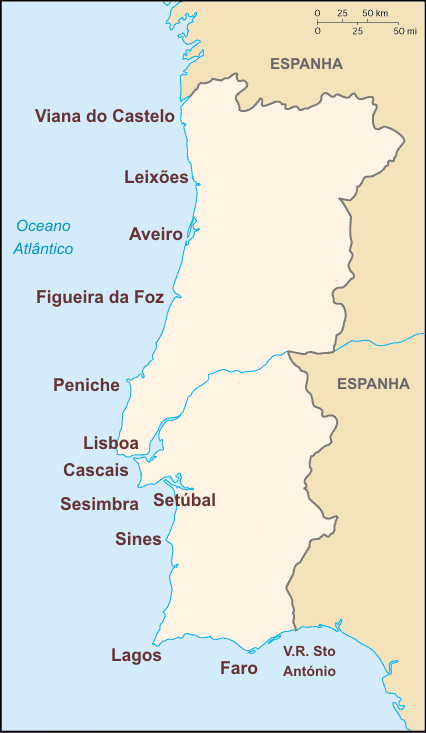
Portugisiska fastlandets större hamnar

Portugal försöker utveckla en kulturell och mer mångbottnad turism än den sol- och badturism man i nuläget främst har. Orsaken är att de mer välbärgade turisterna oftast är mer intresserade att lära känna det "riktiga" Portugal. Landets inre delar har en minskande befolkning, men har många möjligheter till större turism. Algarveregionens stränder har varit en huvudattraktion under årtionden, men området har lidit av massturismen, och staten försöker återvända till 1960-talets Algarve, genom att återskapa kustområden och riva illegalt byggda bostadsområden. Massturismen har också orsakat ekologiska skador i Algarve, bland annat vattenbrist. 
Lissabonområdet har de senare åren också blivit ett populärt turistmål, mycket tack vare stadens attraktioner, men också tack vare de palats och slott som finns i området. Det finns även förhoppningar om mer turism till Madeira och Azorerna.
Populära turistmål är Estoril och Cascais, och framför allt den södra kusten (Algarve). Flygplatsen ligger i Faro. Det finns alla olika varianter av stränder, från milslånga sandstränder till klipphyllor av stelnad lava.

### Handel
Portugals handelsbalans är negativ. Utrikeshandeln sker till största delen inom EU, man importerar mest ifrån Spanien, Tyskland, Frankrike, Italien och Storbritannien. Man säljer främst till Tyskland, Spanien och Frankrike.

### Infrastruktur

#### Transporter
Järnvägarna i Portugal når ut till stora delar av landet och binder samman de viktiga orterna. Järnvägsnätet i Portugal är bredspårigt med spårvidden 1 668 mm. Den vanligaste spårvidden i Europa är 1 435 mm.
Ett antal motorvägar finns, som når stora delar av landet. Från Lissabon går en viktig motorväg till gränsen mot Spanien, som är en del i motorvägförbindelsen mellan Lissabon och Madrid.

## Befolkning

### Demografi
Portugal är språkligt och religiöst ett relativt homogent land. Sedan mitten av 1970-talet har landets demografi förändrats betydligt, exempelvis har medellivslängden ökat, plus att barnadödligheten och fertiliteten minskat. 

#### Större städer
Portugals största städer är Lissabon, Porto, Braga, Coimbra och Aveiro.

#### Minoriteter
Etniskt är det portugisiska folket en kombination av flera etniciteter, bland annat iberer, kelter, romare och germaner. Morerna tillhör också det portugisiska folket, men är av mindre betydelse, enär de utvisades under reconquistaperioden. Judarna utgjorde 10 % av befolkningen under 1500-talet, tills de tvingades fly eller konvertera till katolicism.

#### Migration
Mellan 1960 och 1970 emigrerade över en miljon portugiser, främst till andra europeiska länder, vilket resulterade i en befolkningsminskning. Innan detta, främst sedan 1700-talet, hade Brasilien varit ett populärt mål för emigranter. 
Många portugiser flyttade hem från Afrika i och med avkoloniseringen.
Mot slutet av 2003 stod lagliga invandrare för 4,2 % av befolkningen. Av invandrarna är 15 % ukrainare, 14,8 % brasilianare, 14,4 % kapverdier samt 7,9 % angolaner. Det fanns också ett stort antal illegala invandrare.

### Religion
En stor majoritet av portugiserna är katoliker. Religiösa minoriteter består av ungefär 300 000 protestanter, 40 000 muslimer, 10 000 hinduer, (varav majoriteten kommer från Goa, en före detta portugisisk koloni), samt omkring 1 000 judar. Det finns även omkring 34 000 mormoner i landet, och antalet ateister och agnostiker stiger i antal.

## Kultur

### Konstarter

#### Musik och dans
Under medeltiden dominerade mozarabisk sång i kyrkan innan den ersattes av gregoriansk sång. Profana sånger som spansk-portugisiska cantigas var också framträdande. Under renässansen influerades Portugal av nederländsk polyfoni genom tonsättare som Damião de Gois och António Carreira.
På 1600-talet blomstrade polyfonin med Manuel Rodrigues Coelho, medan italienskt inflytande präglade kantater och operor på 1700-talet, med kompositörer som Francisco António de Almeida och Carlos de Seixas. Under klassicismen var João de Sousa Carvalho en framstående operakompositör. På 1900-talet introducerade Luís de Freitas Branco modernism, medan Álvaro Cassuto och Jorge Peixinho experimenterade med tolvtontsteknik och elektroakustik.
Folkvisor som saudades och coplas sjungs vid högtider och arbete. Vanliga instrument inkluderar gitarrliknande viola, cavaquinho och säckpipan gaita. Fado, en känslosam sångstil från 1800-talets Lissabon, blev internationellt känd genom Amália Rodrigues. Moderna fadomusiker som Mariza och Camané har förnyat genren.

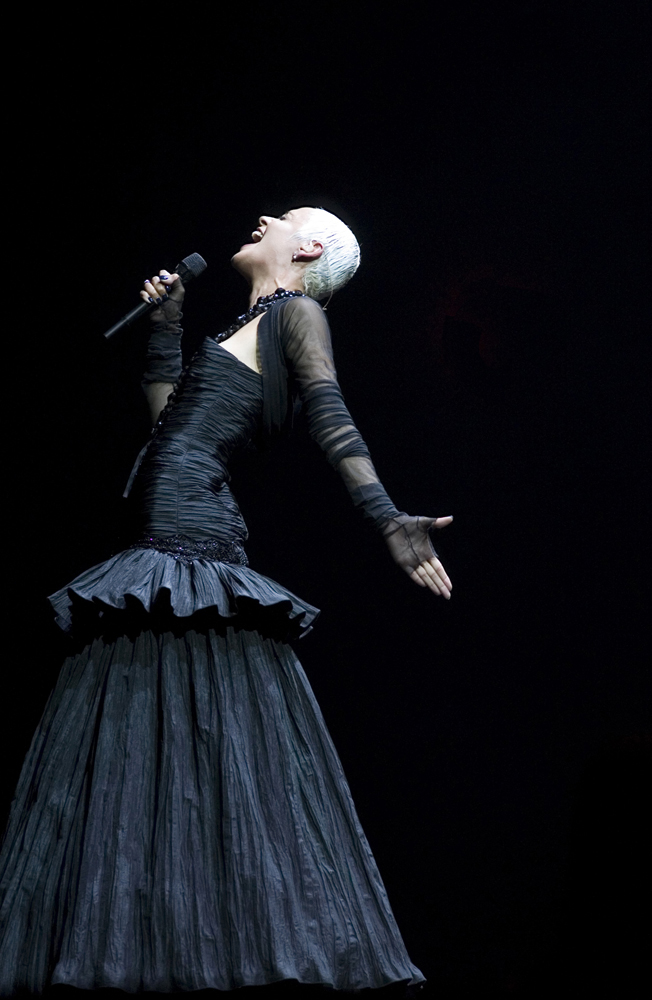
Fadosångerskan Mariza.

Populärmusiken i Portugal omfattar även rock, heavy metal och electronica. Artister som Rui Veloso och grupper som Buraka Som Sistema har satt avtryck, liksom musik från koloniala influenser som kizomba och kuduro.
Folkdans varierar mellan regioner: kraftfull i norr och mjukare i söder. Traditionella danser som viran och corridinho är populära. Professionella dansensembler som Gulbenkian-baletten och nationalbaletten bidrar till modern och klassisk danskonst.

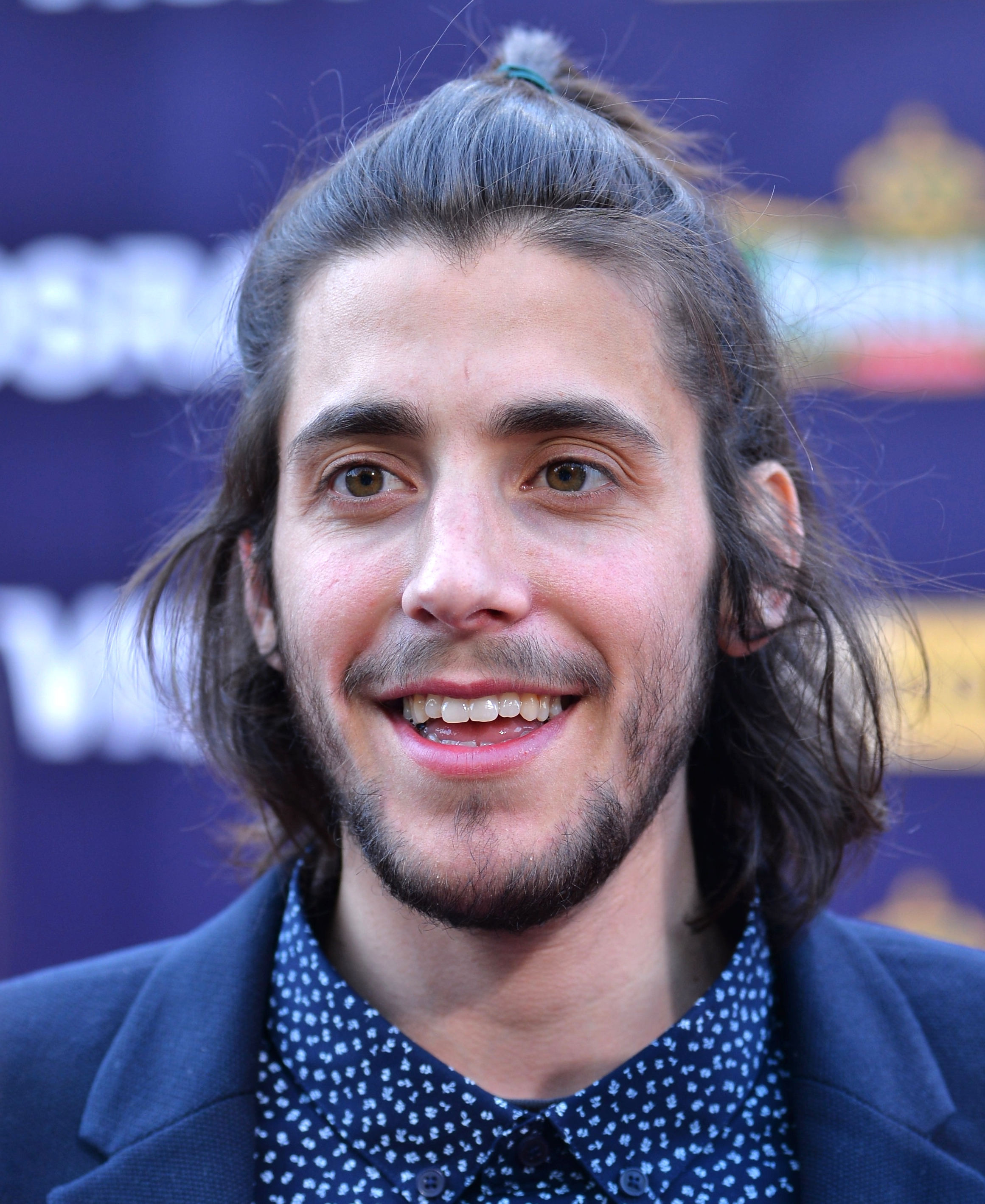
Salvador Sobral vann Eurovision Song Contest 2017.

Portugal var värdnation för Eurovision Song Contest 2018, sedan Salvador Sobral vunnit Eurovision Song Contest 2017. Detta var första gången som landet stod som värdnation för tävlingen.

#### Bildkonst
Portugisisk konst har rötter i romersk och morisk kultur, men spåren från dessa epoker är få. Under 1400-talet påverkades konsten av flamländska traditioner, med Nuno Gonçalves som en framstående gestalt. Vasco Fernandes, även känd som Grão-Vasco, fortsatte denna tradition under 1500-talet.
Efter Manuel I:s död och under Spaniens styre (1580–1640) avtog konstskapandet. Barocken förde dock med sig imponerande träskulpturer och takmålningar. Bland viktiga konstnärer från denna tid märks skulptören Joaquim Machado de Castro. Under nyklassicismen och romantiken präglades konsten av fransk naturalism, vilket minskade dess unika särdrag.
På 1900-talet deltog Portugal marginellt i modernismen, men Amadeo de Souza-Cardoso och Maria Elena Vieira da Silva, verksam i Paris, blev viktiga namn. Salazarregimen isolerade dock landet fram till 1974, vilket tvingade många konstnärer utomlands. Paula Rego, baserad i Storbritannien, är en av landets mest internationellt kända konstnärer.
Under 1980-talet fick Julião Sarmento och Pedro Cabrita Reis genombrott med neoexpressionism och installationer. Fotokonstnärer som Jorge Molder och João Penalva blev också framträdande. På 1990-talet trädde konstnärer som Rui Chafes och Joana Vasconcelos fram, medan 2000-talet har sett en utveckling inom film och videokonst, med namn som João Onofre och Pedro Costa.

#### Litteratur

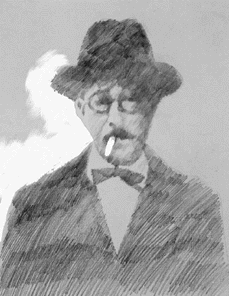
Poeten Fernando Pessoa.

#### Film
Portugal producerade sin första spelfilm 1918, men regelbunden filmproduktion började först på 1930-talet under fascistregimen. Då dominerade komedier, musikaler och regimvänliga historiska filmer. På 1960-talet liberaliserades kulturklimatet, och filmskapare som Fernando Lopes, António de Cunha Telles och Paulo Rocha lanserade Novo Cinema-rörelsen. Efter revolutionen 1974 stärktes filmindustrin med stöd från Instituto Português de Actividades Cinematográficas.
Under 1980-talet framträdde nya talanger som José Álvaro Morais, Joaquim Pinto och Pedro Costa, medan João César Monteiro redan gjort sig känd internationellt. Manoel de Oliveira, aktiv från 1931 till 2010-talet, är landets mest berömda regissör.
Filmproduktionen växte under 2000-talet, från cirka 10 till 23 långfilmer årligen, ofta i samarbete med Spanien.

#### Arkitektur
Romerska byggnadsverk som mosaiker i Conímbriga och templet i Évora vittnar om romersk närvaro, medan få rester från morisk tid återstår, främst ombyggda moskéer.
Efter morernas fördrivning spreds romansk stil, främst i katedralerna i Coimbra, Lissabon, Braga och Porto. Gotiken introducerades genom cisterciensklostret i Alcobaça (1147) och nådde sin kulmen med klostret i Batalha (grundat ca 1387).
Den portugisiska sjöfartens framgångar på 1400- och 1500-talen skapade rikedom för storslagna projekt. Manuelstilen, präglad av nautiska teman, ses i Jerónimos-klostret och Torre de Belém i Lissabon. Barocken dominerades av utländska arkitekter, med Mafra-klostret som ett exempel. Azulejos (kakelplattor) användes flitigt för att dekorera kyrkor och slott.
Nystilar som nymanuel och nyromansk präglade 1800-talet, medan Porto influerades av engelsk nypalladianism. Modern arkitektur utvecklades på 1900-talet med Portoskolan som en rationalistisk rörelse. Álvaro Siza Vieira är en av efterkrigstidens främsta arkitekter, känd för arkitekturfakulteten vid Portos universitet.

### Helgdagar och högtider
| - Portugaldagen - Republikens Dag Denna lista hämtas från Wikidata. Informationen kan ändras där. |

Nyårsdagen infaller på årets första dag och räknas som en allmän helgdag. Även  påskfirandet är nationella helgdagar. Den 25 april markerar en tid då våren gör sitt intåg i Europa. Arbetarnas dag infaller den 1 maj. 
Den religiösa högtiden Dia do Corpo de Deus firas över hela landet den 30 maj, och den 10 juni hedras Dia de Camões e das Comunidades Portuguesas. Under sommaren infaller Dia da Assunção da Nossa Senhora den 15 augusti. Den 5 oktober firas Dia da Implantação da República. Dia de Todos os Santos infaller den 1 november. I december firas Dia da Restauração da Independência den 1 december och Dia da Imaculada Conceição den 8 december, men båda infaller på söndagar. Årets sista helgdag är juldagen, den 25 december.
Vissa helgdagar gäller bara lokalt eller är valfria till exempel Karnevalen. Lissabonbor kan njuta av ledigt på Dia de Santo António den 13 juni, medan Sintra markerar Feriado de São Pedro den 29 juni. I Porto, Braga och Tavira firas Dia de São João den 24 juni. I de autonoma regionerna finns unika helgdagar. På Madeira firas självstyrets dag den 1 juli medan Funchal har en egen stadsdag den 21 augusti. På Azorerna markerar Dia da Região Autónoma pingstmåndagen.

## Internationella rankningar
| Organisation                                | Undersökning                   | Rankning  |
| ------------------------------------------- | ------------------------------ | --------- |
| Heritage Foundation/The Wall Street Journal | Index of Economic Freedom 2019 | 62 av 180 |
| Reportrar utan gränser                      | Pressfrihetsindex 2019         | 12 av 180 |
| Transparency International                  | Korruptionsindex 2018          | 30 av 180 |
| FN:s utvecklingsprogram                     | Human Development Index 2018   | 40 av 189 |